# Harald af Hällström
Harald Eliel af Hällström, född 5 februari 1923 i Karis, död 2003 i Esbo, var en finländsk jurist och ledamot av Högsta domstolen.
af Hällström var hovrättsråd i Helsingfors hovrätt 1962–1978, lagstiftningsråd vid justitieministeriet 1963–1970 och ledamot av Högsta domstolen 1978–1989.